# Ivanie Blondin
Ivanie Blondin (n. 2 aprilie 1990, Ottawa, Ontario, Canada) este o sportivă ce a reprezentat Canada, medaliată olimpică. A participat la 3 ediții ale Jocurilor Olimpice (2014, 2018, 2022) în care a câștigat o medalie de aur și o medalie de argint.